# Лесное Никольское
Лесное Никольское — село в Старомайнском районе Ульяновской области России. Входит в состав Кандалинского сельского поселения.

## География
Село находится в северной части Левобережья, в лесостепной зоне, в пределах Низкого Заволжья, на левом берегу реки Майны, на расстоянии примерно 32 километров (по прямой) к востоку от посёлка городского типа Старая Майна, административного центра района.
Климат
Климат характеризуется как умеренно континентальный, с тёплым летом и умеренно холодной снежной зимой. Средняя температура воздуха самого тёплого месяца (июля) — 20 °C (абсолютный максимум — 39 °C); самого холодного (января) — −13,8 °C (абсолютный минимум — −47 °C). Продолжительность безморозного периода составляет в среднем 131 день. Среднегодовое количество атмосферных осадков составляет 406 мм. Снежный покров образуется в конце ноября и держится в течение 145 дней.
Часовой пояс
Село Лесное Никольское, как и вся Ульяновская область, находится в часовой зоне МСК+1. Смещение применяемого времени относительно UTC составляет +4:00.

## Название
Прошлое название - Средняя Майна и Никольское.
Изначально селение называлось Средней Майной. Топонимисты объясняют это название тем, что селение располагалось по среднему течению реки Майны. В 1739 году в Средней Майне была построена однопрестольная деревянная церковь с престолом во имя святителя Николая Чудотворца и село получило другое название – Никольское.

## История
Село Лесное Никольское образовано служивыми татарами из Свияжского уезда, несшими охранную службу по Закамской укрепленной линии. Остатки этой линии в виде земляного вала со рвом сохранились и сегодня. В 1674 году в селение к татарам подселяют польскую шляхту.
В 1734 году на средства прихожан была построена Ильинская церковь. Двухпрестольная, во имя пророка Ильи и святителя Николая, здание и колокольня деревянные. 
В 1780 году, при создании Симбирского наместничества, село Николское Средняя Майна тож, однодворцев, помещичьих крестьян, вошло в состав Ставропольского уезда.
На 1889 год село Никольское (Средняя Майна) в Рождественской волости имелось церковь, 2 ветряных и 3 водяных мельниц, в 237 дворах жило 1536 человек.
В 1929 году в селе был организован колхоз, названный именем героя гражданской войны Г. Д. Гая. В 1936 г. - колхоз им. Гая переименован в колхоз им. Кагановича. В 1954 г. - колхоз им. Кагановича переименован в колхоз "Дружба", а Лесо-Никольский сельсовет в - Старорождественского сельского Совета с.Лесное Никольское Малокандалинского района Ульяновской области. В 1963 году переименован в сельхозартель (колхоз) «Рассвет». 

## Население
| 1859 | 1889  | 1897  | 1910  | 2010 |
| ---- | ----- | ----- | ----- | ---- |
| 1295 | ↗1536 | ↗1652 | ↗2540 | ↘424 |

Национальный состав
Согласно результатам переписи 2002 года, в национальной структуре населения русские составляли 94 % из 495 чел.

## Известные уроженцы
- Сидоров, Александр Филиппович — участник Великой Отечественной войны, полный Кавалер ордена Славы.

## Инфраструктура
В селе средняя школа, дом культуры, здесь находятся Старорождественская сельская администрация, усадьба колхоза "Рассвет". 

## Достопримечательности
Исторические
Дом лесопромышленника Кузюкова 1895 г.; Дом крестьянина Моисеева с маслобойней, 1902 г.; Здание кладовой Райкова 1910 г.;
Археологические
Стоянка «Лесное-Никольское-1» IV тыс. до н.э.; Стоянка «Лесное-Никольское-2» IV тыс. до н.э.; Стоянка «Лесное-Никольское-3» IV тыс. до н.э.; Курганная группа «Лесное Никольское»(5 насыпей) IV тыс. до н.э.;